# Krista Mikkonen
Krista Johanna Mikkonen, född 15 november 1972 i Fredrikshamn, är en finländsk politiker (Gröna förbundet). Hon är ledamot av Finlands riksdag sedan 2015. Sedan 2019 är hon miljö- och klimatminister i Regeringen Rinne.
Mikkonen är biolog. Hon blev invald i Finlands riksdag i riksdagsvalet i Finland 2015 med 4 624 röster från Savolax-Karelens valkrets.

## Utmärkelser
- Kommendörstecknet av Finlands Vita Ros’ orden,  6 december 2022[4]
- Gränsbevakningsväsendets förtjänstkors,  21 mars 2024[5]

[Redigera Wikidata]